# An Unfortunate Bathe
An Unfortunate Bathe è un cortometraggio muto del 1908 diretto da Lewin Fitzhamon.

## Trama
Le ragazzine ingannano i vecchietti scambiandosi i vestiti.

## Produzione
Il film fu prodotto dalla Hepworth.

## Distribuzione
Distribuito dalla Hepworth, il film - un cortometraggio di 83,8 metri - uscì nelle sale cinematografiche britanniche nel settembre 1908.
Si conoscono pochi dati del film che, prodotto dalla Hepworth, fu distrutto nel 1924 dallo stesso produttore, Cecil M. Hepworth. Fallito, in gravissime difficoltà finanziarie, il produttore pensò in questo modo di poter almeno recuperare il nitrato d'argento della pellicola.